# Horní Benešov (stacja kolejowa)
Horní Benešov – nieistniejąca już stacja kolejowa w Horním Benešovie, w kraju morawsko-śląskim, w Czechach. Funkcjonowała w latach 1892–1970. Była to stacja końcowa otwartej w 1892 roku linii kolejowej z Opawy do Hornígo Benešova. W 1970 roku z powodu szkód górniczych zamknięto jednak końcowy odcinek tej linii ze Svobodnych Heřmanic do Hornígo Benešova. W 1981 roku odcinek ten zlikwidowano.